# Afonso Sanches
D. Afonso Sanches de Portugal (Cerva, antes de 1289 ou em 24 de maio de 1289 – Escalona, Espanha, 2 de novembro de 1329) foi um nobre trovador, filho bastardo (depois legitimado em 8 de maio de 1304) e predilecto de Dinis I de Portugal, havido de Aldonça Rodrigues de Telha.
Foi senhor de Cerva e de Alburquerque na Estremadura espanhola, sendo seu o castelo onde mais tarde D. Inês de Castro viveu vários anos. Deve-se-lhe a ele e à sua esposa, D. Teresa Martins, a fundação do Convento de Santa Clara de Vila do Conde, onde ambos estão sepultados. Em 1722, foi aberto o processo de beatificação deste casal. Na altura, o frade franciscano Fernando da Soledade escreveu um livro intitulado Memória dos Infantes, a atestar as suas virtudes.

## Conflito com D. Afonso IV
A Rainha Santa Isabel chamara para a corte todos os filhos do rei, mesmo os bastardos, proporcionando-lhes igual qualidade de educação, tendo por tutor Pero Afonso. Por esta proximidade, e com certeza por outras razões, D. Dinis dedicava a D. Afonso Sanches uma estima especial, a ponto de lhe entregar em 1312 o cargo de mordomo da coroa, quase o equivalente ao cargo de primeiro-ministro na política actual.
Essa relação provocou o violento desagrado do legítimo herdeiro do trono, o infante D. Afonso. O resultado foi uma guerra civil (1322-1324) entre pai e filho. Apesar das várias escaramuças, o ponto máximo deste conflito foi a batalha de Alvalade, que acabou por nunca ocorrer por intervenção da rainha, segundo contam as lendas.
Com a subida ao trono de Afonso IV de Portugal, este exilou o meio-irmão em Castela. O infante trovador ainda tentou manobras políticas e militares para tomar o trono. Depois de várias tentativas de invasão falhadas, uma das mais importantes sendo a de 1326, os irmãos assinaram um tratado de paz.
Faleceu durante o certo de Escalona.

## Trovadorismo

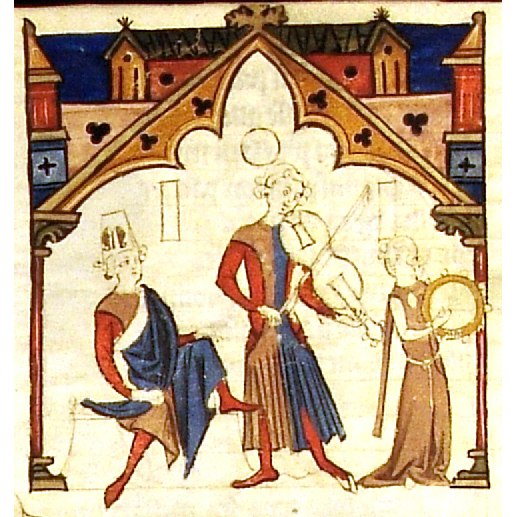
Iluminura do Cancioneiro da Ajuda.

Como o seu pai, D. Afonso Sanches distinguiu-se também como trovador. O espólio poético que dele chegou até nós encontra-se no Cancioneiro da Biblioteca Nacional e no Cancioneiro da Vaticana, e compõe-se de 15 poemas: uma paralelística perfeita, uma outra cantiga de amigo constituída por uma só estrofe, nove cantigas de amor, uma tenção e três cantigas de escárnio. Várias destas cantigas são muito fragmentárias.
No entanto, não tem sido muito valorizado como trovador e já se escreveu, por exemplo, que só poetava «para alardear prendas de corte»[carece de fontes?]. Além disso, o trabalho dos copistas prejudicou-o bastante, como se pode verificar pela comparação das versões das cantigas que possuímos. Mas foi recentemente alvo de uma apreciação francamente positiva:
«A obra poética de Afonso Sanchez apresenta características das mais singulares dentro do âmbito da lírica galaico-portuguesa.» «As nove líricas d’amor inscrevem-se, quanto à textura formal, no número das mais requintadas do género, como exemplos de cantigas de mestria à maneira provençal. Com efeito, os temas, a estrutura métrico-estrófica e a retórica revelam um poeta culto e conhecedor da tradição poética, embora capaz de variações por meio do registo irónico que, na última cantiga, adquire um aberto carácter de troça do formalismo trovadoresco.».

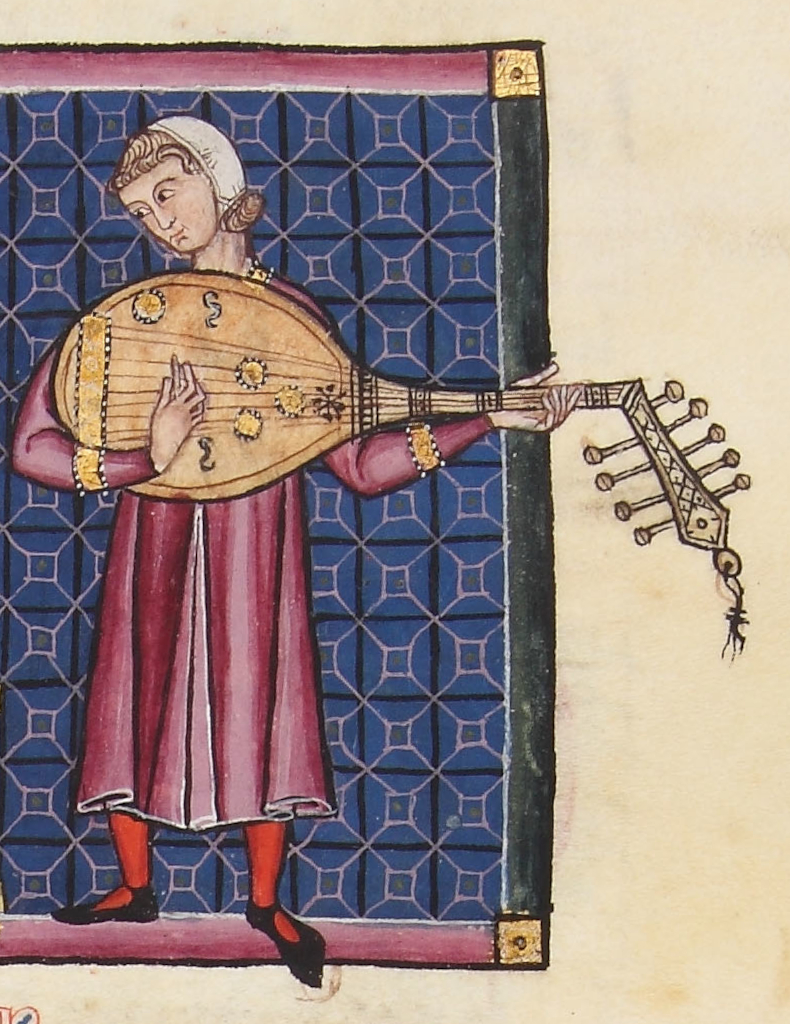
Tocador de alaúde, iluminura das Cantigas de Santa Maria.

Várias cantigas de amor de Afonso Sanches são agora consideradas de grande qualidade, realçando-se a perfeição da sua tenção com Vasco Martins de Resende, um dos seus escárnios de amor e a paralelística que traz a sua assinatura.
O seu tema quase único era o amor. Um amor no geral sem correspondência, apesar da grande coita (dor de amar e não ser correspondido) que provoca, da sinceridade e empenho com que o vive o trovador. Compreensivelmente, o núcleo principal da sua obra foi constituído pelas cantigas de amor.
A cantiga de amor era uma forma bastante fixa, em certo sentido comparável ao soneto, até no tamanho. Mas ao contrário deste, muito fixo ao nível de versificação e muito livre em relação ao tema, esta cantiga era bastante fixa relativamente ao tema e oferecia certa margem de liberdade ao nível da versificação.

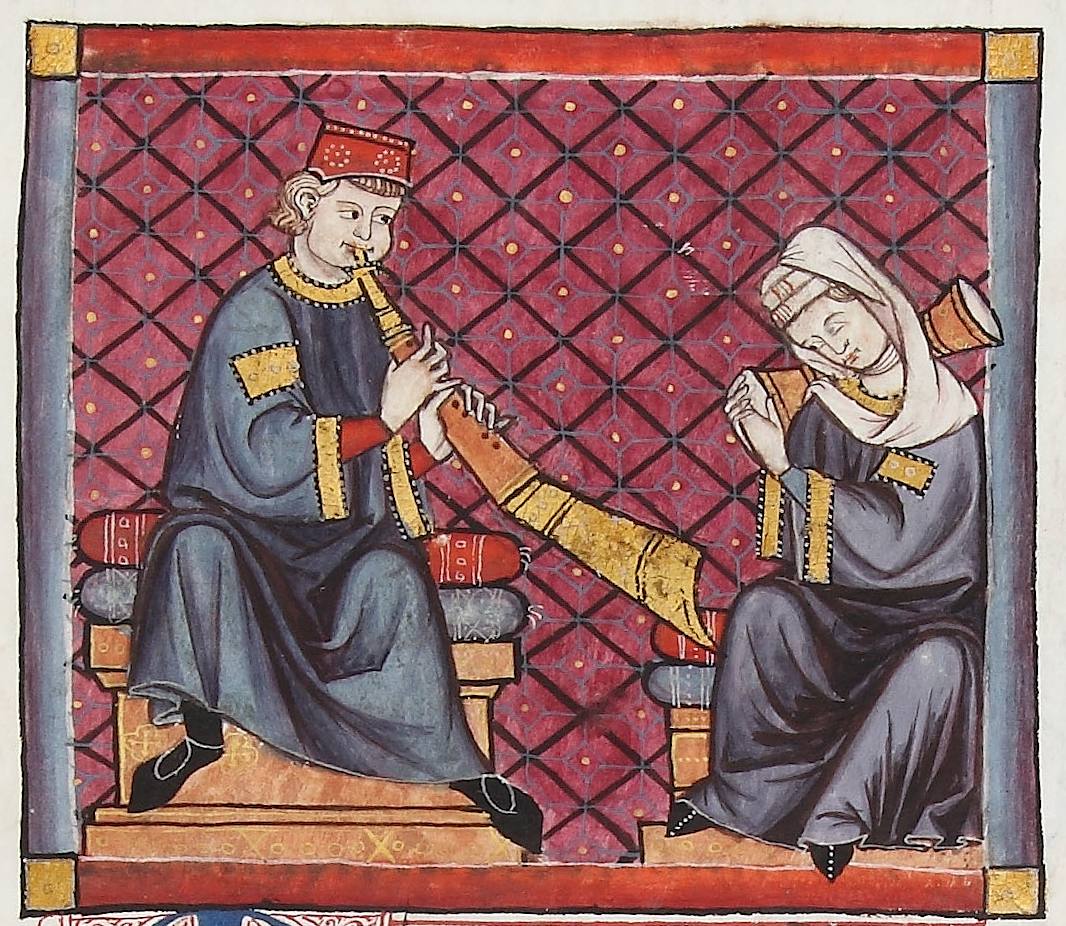
Iluminura de trovadores nas Cantigas de Santa Maria, século XIII-XIV.

Afonso Sanches tem várias cantigas dentro do esquema da cantiga de amor ao modo provençal; mas tem outras, ditas fragmentárias, que com bastante clareza se afastam dele. As primeiras são em três estrofes de versos decassilábicos, de mestria ou de refrão, de ata-finda ou não, com finda ou sem ela. O trovador mostra saber tirar partido do enjambement, do dobre, dos paralelismos e outras repetições, denotando notável versatilidade, nascida do seu domínio da técnica da cantiga e duma assinalável cultura poética.
Tematicamente, estas cantigas insistem no serviço amoroso. Como é da convenção, o poeta assume uma atitude de grande humildade frente à senhora que, no seu caso, parece ser sempre solteira — refere uma vez «huna donzela que ey por Senhor», outra vez «a donzela/ por que trobei» e, numa cantiga fragmentária de amigo, menciona-se «a donzela por que sempre trobou» certo apaixonado. Tece-lhe o elogio, mas um elogio genérico, sem particularização nem sequer ao nível psicológico-moral, quanto mais a nível físico, como era da norma. O trovador pode dirigir-se à senhora, declarar-lhe a sua «coita mortal», pode defender-se de «muitos» que lhe assacam que ele está a receber favores da amada, mas é sempre uma retórica à volta de uma paixão que não se consuma.
Estes poemas originalmente seriam de grande perfeição formal; nas versões em que chegaram até nós, apresentam às vezes falhas que desmotivam a leitura. As cantigas a que chamam fragmentárias — apesar de, em termos temáticos, terem um evidente fechamento e de as suas estrofes obedecerem, quase sem excepções, ao mesmo esquema rimático e métrico — são, em certo sentido, mais convincentes.

## Casamento e descendência
Do seu casamento (antes de 1306) com D. Teresa Martins de Meneses (†1350), 5.ª senhora de Alburquerque, Medellín, La Codosera, Jarmelo, etc, filha de D. João Afonso Teles de Meneses, 1.º conde de Barcelos, e de D. Teresa Sanches, filha bastarda do rei Sancho IV de Castela, nasceram três filhos, dos quais apenas um atingiu a maioridade:
- D. João Afonso de Albuquerque (circa 1305 – 28 de setembro de 1354), "o do Ataúde" que foi 6.º senhor de Alburquerque, etc.[10]